# Francesco Krivec
Francesco Krivec (Santa Lucia, 12 settembre 1907 – Udine, 16 gennaio 1983) è stato un fotografo italiano.

## Biografia
Santa Lucia, la frazione di Tolmino, nel 1947, in seguito al trattato di Parigi passò alla Jugoslavia e quindi alla Slovenia, diventando Most na Soči. Dopo gli studi nella cittadina di Aidussina, anch'essa passata alla Slovenia, si arruolò nella Guardia di Finanza. Rilevò lo studio fotografico di Giovanni Paris a Udine nel 1933, dopo esserne stato assistente. Diventò professionista specializzandosi nel ritratto in studio; fu prolifico sperimentatore in effetti di finto rilievo, solarizzazioni, composizioni geometriche, pittorialismi. Quest'ultimo in particolare che trattò con "stile personale", come lo definisce Italo Zannier. Tra le sue attività va ricordato anche quella della coloritura a mano, tramite pastelli, di foto in bianconero, raggiungendo risultati di estrema perizia.
La sua attività ebbe la massima evoluzione tra gli anni Trenta  e gli anni Cinquanta. Grazie ai suoi numerosi rapporti con ambienti culturali locali nel suo studio passarono diversi personaggi di interesse storico, culturale e sociale come Clara Calamai, Pier Paolo Pasolini, Chino Ermacora, Siro Angeli, Fred Pittino, Gino Valle, Giuseppe Zigaina, Nino Za, Liana e Moira Orfei.
Moltissime sono le fotografie che ritraggono eventi momenti importanti per la storia della città di Udine e del Friuli: manifestazioni sportive, celebrazioni militari e civili del periodo fascista, i danni causati dai bombardamenti della seconda guerra mondiale, così come appaiono significative le immagini dei luoghi del lavoro e del commercio udinese degli anni Cinquanta. Fotografò anche le visite di politici nazionali da Alcide De Gasperi a Antonio Segni, da Guglielmo Giannini a Enrico Berlinguer. Si dedicò anche al restauro di fotografie antiche.
Il fondo fotografico di Francesco Krivec raccoglie circa sessantamila negativi in lastre e pellicole di vari formati, al cui riordino si occupò il figlio, Mario (1935-2005), che dal 1950 fu suo assistente e poi ha continuato l'attività del padre. Nel 2009 la moglie Loretta Fasano, scomparsa nel 2013. ha donato alla Biblioteca dei Civici Musei di Udine documentazione, relativa all’attività di Mario, comprendente anche pubblicazioni di vario argomento corredate dalle sue fotografie.
Nel 2013 fu promossa una mostra collettiva a San Vito al Tagliamento dal titolo "Il '900 contadino in Friuli Venezia Giulia", per la direzione di Walter Liva, con immagini di fotografi friulani e veneti tra cui, oltre a Krivec, Arturo Malignani, Carlo e Luigi Pignat, Gabriel Piccoli, Ernesto Battigelli, Enrico Del Torso, André Kertész, Giuseppe Di Piazza, Silvio Maria Bujatti. Furono esposti anche le opere di Carlo Bevilacqua, Aldo Beltrame, Gianni Berengo Gardin, Tullio Stravisi.